# اريك سبينس
اريك سبينس هو منافس ألعاب قوى كندي، ولد في 18 أبريل 1961 في كينغستون في جامايكا.

## وصلات خارجية
- اريك سبينس على موقع أوليمبيديا (الإنجليزية)
- اريك سبينس على موقع اتحاد ألعاب الكومنولث (مؤرشف) (الإنجليزية)